# Подгорје об Севнични
Подгорје об Севнични (словен. Podgorje ob Sevnični) је насељено место у општини Севница, Посавска регија, Словенија.

## Историја
До територијалне реорганизације у Словенији било је у саставу старе општине Севница.

## Становништво
У попису становништва из 2011. године, Подгорје об Севнични је имало 127 становника.
| Број становника према пописима | Број становника према пописима | Број становника према пописима |
| ------------------------------ | ------------------------------ | ------------------------------ |
| 1991                           | 2002                           | 2011                           |
| 162                            | 115                            | 127                            |

Напомена: Године 1955. настала спајањем насеља Велико Подгорје, Мало Подгорје, Резец и Среботно, која су укинута.